# Kóka Rozália
Kóka Rozália (Bajmok, 1943. március 12. –)  Magyar Örökség díjas mesemondó, népdal- és népmesegyűjtő, népdalénekes, néprajzkutató, újságíró, író, a Népművészet Mestere.

## Kulturális tevékenysége
1971-ben alakította meg, és máig vezeti az Érdi Bukovinai Székely Népdalkört.
1973-ban a Szóljatok játszók, regölők pályázaton a Csiki Véró élete című monodrámája forgatókönyvével, majd a bemutatásával országos első helyezett lett. Ekkor indult előadóművészi pályája. Gyűjtéseiből előadóesteket, meseműsorokat szerkesztett, amelyekkel az egész "magyar glóbuszt" bejárta. Hanglemezek, kazetták is készültek belőlük.
1989-ben jelent meg első könyve, a bukovinai székely, gyímesi és moldvai népi szerelmes történeteket tartalmazó Egy asszon két vétkecskéje című kötet.
1991-ben őt és népdalkörét hagyományőrző tevékenységéért a hamburgi Alfred Toepfer F. V. S. Alapítvány "Európa-Díj a Népművészetért" kitüntetéssel jutalmazta.
1964 óta a Magyar Néprajzi Társaság; 1989 óta a Lakatos Demeter Csángómagyar Kulturális Egyesület tagja, a Vass Lajos Népzenei Szövetség alapító titkára (1995-2000), örökös tiszteletbeli elnöke.
Kutatási területe a bukovinai székelyek, moldvai csángók néprajza. Néprajzi gyűjtéseket végzett Erdélyben, Moldvában, Bukovinában, a Belgrád mellett élő al-dunai és a kanadai bukovinai székelyeknél. A Magyar Földrajzi Múzeumban a bukovinai székely néprajzi gyűjtemény létrehozója (1988).
A bukovinai székelyek hazatérésének 50. évfordulóján a Bukovinai Székely Világtalálkozó szervezője (Érd, 1991. május 9-12.). A Világtalálkozó immár hagyománnyá vált, és kétévente megrendezi egy-egy bukovinai székelyek lakta település.
„Gyermekkoromtól nagy figyelemmel és odaadással igyekeztem megismerni, megtanulni és másoknak is bemutatni népcsoportom, a bukovinai székelyek történetét, népművészetét, életét.
Tízéves koromtól táncoltam iskoláim néptánc csoportjaiban, de a szekszárdi Sárközi Együttesnek és később a Somogyi Népi Együttesnek is tagja voltam. Tizenkilenc éves koromban indultam el az első "igazi" néprajzi gyűjtőutamra. Meséket és népdalokat gyűjtöttem, s nyelvész tanárom, Dr. Várkonyi Imre segítségével pályázatot készítettem az Országos Néprajzi és Nyelvjárási Gyűjtőpályázatra. Második helyezést értem el, s jutalmul felhoztak Budapestre, a Néprajzi Múzeumba. Akkor megismerkedtem mindazokkal a kiváló, szellemi nagyságokkal, akik későbbi életutamat meghatározták. A néprajzi gyűjtőmunkát azóta se hagytam abba. Eközben megunhatatlanul rajongok Gábor, Csilla és Lívia unokáimért. Ha csak tehetem, írok, mesélek.”

## Életrajza
1943-ban a vajdasági Bajmokon született. Édesapja, Kóka István bukovinai székely származású asztalosmester, édesanyja, Gyurcsik Mária bácskai magyar varrónő volt.
1941 májusában a bukovinai székelyeket Bácskába telepítették, onnan 1944 októberében menekülniük kellett.
1945 márciusában családjával a Völgységben, egy kis, ezerlelkes, németek lakta faluban, Felsőnánán telepítették le. Itt végezte el az általános iskolát, majd a szekszárdi Garay János Gimnáziumban tanult tovább. A Kaposvári Felsőfokú Tanítóképzőben (később Csokonai Vitéz Mihály Tanítóképző Főiskola, a Kaposvári Egyetem egyik alapító jogelőd intézménye) szerezte meg a tanítói oklevelet.
1962-ben szüleivel Érdre költözött.
1964-ben férjhez ment Szentes Jánoshoz és az Érddel szomszédos Tárnokon lett tanító.
1965-ben született leánya, Szentes Erika Csilla.
1968-ban elvált férjétől.
1965 és 1979 között kisebb megszakításokkal tanított az Érdi 5. sz. Általános Iskolában, az Érdi 1. sz. Általános Iskolában és a Diósdi Általános Iskolában.
Közben 1974-1977-ig a Budai Járási Művelődési Központ főállású munkatársa volt.
1979-ben súlyosan megbetegedett és két évre leszázalékolták.
1985-ben vállalt ismét főállásban munkát. A Kisdobos c. gyermeklap újságírója lett. 
Az újság 1990-ben megszűnt, ekkor az érdi Liget Termál Szállóban kulturális igazgatóhelyettesként helyezkedett el.
1992-ben meghívták a Magyar Művelődési Intézetbe, ahol 2000 decemberéig dolgozott népzenei főelőadóként.
1998-ban Budapestre költözött.
Rendszeres újságírója volt 1989-1991 között a Heti Hírhozó - Én és az unokám c. gyermekrovatának,  és 1992-1995 között a Zene Szó folyóirat - Madárka, madárka (népdalkörök, pávakörök, citerazenekarok) c. rovatának.
1995-től a lap megszűnéséig a Világlap gyermekrovatának szerkesztője volt.
A folyóirat indulása, 1994 óta a FolkMAGazin egyik szerzője, az Egyszer volt, hogy is volt? c. gyerekrovat, és A történelem sodrában c. rovat gondozója.

## Kitüntetései
- 1973 - A Népművészet Ifjú Mestere
- 1983 - Sebestyén Gyula-emlékérem
- 1987 - Bessenyei György-emlékérem
- 1991 - Europa-Preis für Volkskunst (Európa-díj a Népművészetért) - Hamburg, Alfred Toepfer Stiftung F. V. S. (a népdalkörrel együtt)
- 1992 - A Népművészet Mestere
- 1994 - A Magyar Köztársasági Érdemrend kiskeresztje
- 1995 - Érd Városáért Kitüntetés (a népdalkörrel együtt)
- 1996 - Sebestyén Ádám-díj
- 2001 - Érd Városáért Kitüntetés (a népdalkörrel együtt)
- 2004 - "Rendületlenül"-érdemérem
- 2004 - Csuka Zoltán-díj
- 2007 - Magyar Örökség díj

## Előadóestjei
- "Édes hazám, mit vétettem...?" (előadóest a bukovinai székelyekről, felnőtt közönségnek[2])
- "Móduvának nagy a széje..." (előadóest a csángó magyarokról, középiskolásoknak, felnőtteknek[2])
- Jó estét Mária! (apokrif történetek Szűz Mária életéből, imák, hiedelemmondák)
- Egy asszon két vétkecskéje (mesék, mondák, népi szerelmes történetek, népdalok, 16 éves kortól ajánlott[2])

## Meseműsorai
- Kicsi Kégyókirályfi (mesékből, népdalokból szerkesztett műsor kisiskolásoknak[2])
- Katyika meg Matyika (mesék, mondák, mondókák, játékok óvodásoknak[2])
- Aranyhajú ikergyermekek (mesék, mondák, népdalok, daltanítás 8-14 éves korú gyermekeknek[2])
- Mátyás király rózsát nyitó ostornyele (10-16 éves korú gyermekeknek)

„Eddigi életem során meséltem óvodákban, iskolákban, könyvtárakban, művelődési házakban, aranyozott színháztermek deszkáin, szénapajtákban, bűzös kocsmákban, templomokban, laktanyákban, börtönben, elmegyógyintézetben, erdei tisztásokon, autóbuszokon, vonatokon, még vásárban is. Meséltem vidám és boldog embereknek, árváknak és elhagyottaknak, nyomorult, megalázott vendégmunkásoknak, árvíztől, háborútól elűzötteknek, idegen országba szakadtaknak, kicsiknek és nagyoknak. A mesék mindenkinek adtak valamit. Örömöt, vigaszt, reményt, szabadságot. Mint valami lelki "hamuban sült pogácsák" segítettek élni, segítettek a nehézségeket legyőzni, kinek-kinek élethelyzete szerint. Segítettek nekem is. Boldog vagyok, hogy megajándékozhatom velük az embereket.

Érd, 2005. december”

## Kiadványai

### Könyvek

#### Szerzőként
- Egy asszon két vétkecskéje - Harminchárom bukovinai székely, gyimesi és moldvai csángó népi szerelmes történet: Eredeti gyűjtések alapján, Ötlet kiadó, Budapest 1989. ISBN 963-02-6563-X
- Mátyás király rózsát nyitó ostornyele - Mesék, mondák, anekdoták, Út Lap- és Könyvkiadó, Budapest 1990. ISBN 963-02-8003-5
- Egy asszon két vétkecskéje - Bukovinai székely, gyimesi és moldvai csángó népi szerelmes történetek eredeti gyűjtések alapján , TIMP Kiadó Kft., Budapest, 2002. ISBN 9630099322; TIMP Kiadó Kft. 2010. ISBN 9789630099325 második, átdolgozott, bővített kiadás
- Katyika meg Matyika, Fekete Sas Könyvkiadó Bt., Bp. 2002. ISBN 963-9352-39-X ISBN 963935239X
- Mátyás király rózsát nyitó ostornyele - Mesék, mondák, anekdoták TIMP Kiadó Kft., 2003. ISBN 963206514X második, bővített kiadás,
- Hadikfalvi betlehemes - CD melléklettel, Fekete Sas Kiadó, Bp. 2003.; Fekete Sas Könyvkiadó Bt., 2008. ISBN 9789639680296
- Aranyhajú ikergyermekek  - Moldvai csángó mesék, mondák, legendák,  TIMP Kft., Bp. 2004. ISBN 963-86478-4-1 ISBN 9638647841
- Hegyen s földön járogatok vala - Csángómagyarok között hegyeken innen, hegyeken túl, Fekete Sas Kiadó, Budapest 2006. ISBN 9639352896
- Virágszépzöld Anna - Bukovinai székely népmesék, mondák, legendák, TIMP Kiadó Kft., Budapest 2008., ISBN 9789639614567
- Mesemondó gyerekek könyve, Fekete Sas Könyvkiadó Bt., Budapest 2009. ISBN 9789639680401
- Napsugárkisasszonyok a történelem sodrában, Fekete Sas Könyvkiadó Bt., Budapest 2010. ISBN 9789639680456
- Egy asszon, két asszon. Bukovinai székely és moldvai csángó népi szerelmes történetek. Eredeti gyűjtések alapján; Timp, Üllő, 2011
- Napsugárkisasszonyok a történelem vasmarkában. 2. kötet; Timp, Bp., 2012
- "Magyarország szélin...". Az Érdi Bukovinai Székely Népdalkör története (1971-2013) és legszebb népdalai; Pillangó, Monor, 2013 + CD
- Mátyás király neve napja. Száz szép mese Mátyás királyról; Fekete Sas, Bp., 2014
- Aranytojás. Moldvai csángó népmesék; Fekete Sas, Bp., 2019
- Katyika meg Matyika. Bukovinai székely népmesék; Fekete Sas, Bp., 2019
- Bukovinai székelyek a történelem országútján; Fekete Sas, Bp., 2022

#### Közreműködőként
- Lőrincz Imre: A bukovinai Istensegítstől a völgységi Majosig (Tények és tanúk sorozat), Magvető, Budapest 1987. ISBN 963-14-0829-9, sajtó alá rendezte, az előszót írta és a szómagyarázatokat készítette: Kóka Rozália
- Tarka lepke, kis mese - versek, mesék, elbeszélések óvodásoknak és kisiskolásoknak (szöveggyűjtemény - Katolikus óvoda sorozat), Márton Áron Kiadó, Budapest 1994. ISBN 963-7947-65-5, szerkesztette: Kóka Rozália
- Jánó Ilona: Bételjesítem Isten akaratját... - A lészpedi szent leány látomásai - Közreadja: Kóka Rozália Pozsony Ferenc és Pócs Éva tanulmányaival, L'Harmattan Kft., Budapest 2006. ISBN 9639683183

### Hanghordozók
- Érdi Bukovinai Székely Népdalkör (hanglemez), Hungaroton, Budapest 1986.[3]
- A kicsi kígyókirályfi (hanglemez), Hungaroton, Budapest 1986. (gyűjt. és feldolg.)[4]
- Fehérlófia (hanglemez,[5] hangkazetta[6]) Hungaroton, Budapest 1989.
- A kicsi kígyókirályfi (hangkazetta), Hungaroton, Budapest 1992.[7]
- Mesék és mondák Mátyás királyról (hangkazetta), Hungaroton, Budapest 1993.;[8] Hungaroton Classic Kft., Budapest 1996.[9]
- Betlehemnek pusztájában - Érdi Bukovinai Székely Népdalkör (hangkazetta), Hungaroton-Classic, Budapest 1994.[10]
- Istenem, országom (hangkazetta), Hungaroton Classic, Budapest 1996.[11]
- A három arató leján (hangkazetta), Etnofon, Budapest 1996.[12]
- Mátyás király rózsát nyitó ostornyele (hangkazetta), Masszi Kiadó, Bp. 2003.[13]
- Ó, fényességes szép hajnal (CD), TIMP Kiadó, Budapest 2005.[14]
- Egy asszon két vétkecskéje (hangkazetta), Magánkiadás, évszám nélkül.[15]
- Aranyhajú ikergyermekek (hangkazetta)- Magánkiadás.
- Érdi Bukovinai Székely Népdalkör 1971-2008 (CD-ROM), Magánkiadás, 2008.[16]